# Tesla Megapack

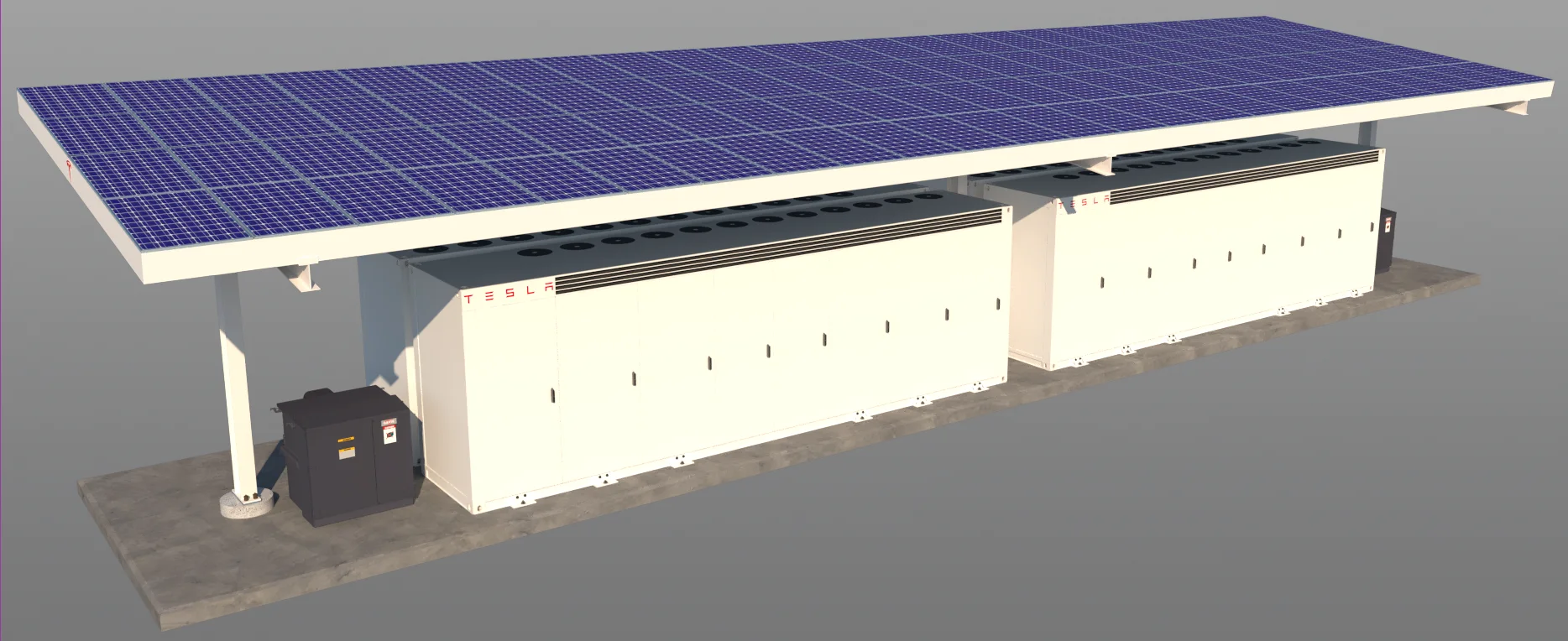
Комплекс из четырёх Tesla Megapack, установленных под навесом из солнечных панелей

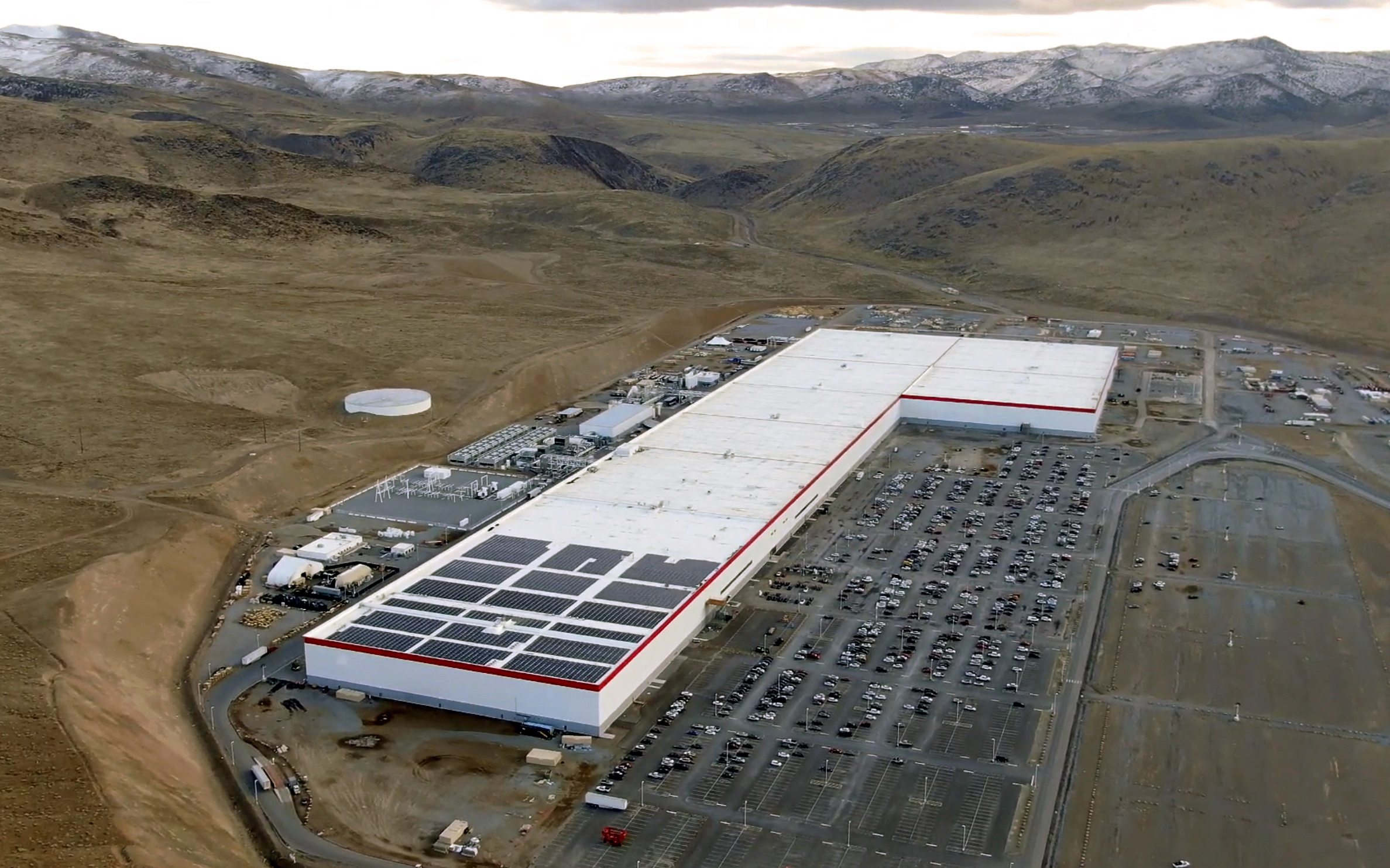
Гигафабрика-1, где был разработан и производится Megapack

Tesla Megapack — промышленная система накопления электрической энергии на основе литий-ионной аккумуляторной батареи, разработанная и продаваемая компанией Tesla и предназначенная для сохранения энергии, сдвига нагрузки потребления, а также резервного питания.
В начале 2025 года начал работу завод по производству Tesla Megapack в Китае, в который компания инвестировала около 200 млн долларов США.
Каждая система Tesla Megapack стоит более 1 млн долларов и может снабжать электричеством 100—150 домов в течение 24 часов. По состоянию на начало 2025 года Tesla Megapack являлся высокоприбыльным продуктом: прибыль от одного Tesla Megapack была сопоставима с прибылью от продажи 100 электромобилей Tesla.
Бытовая система накопления электрической энергии от компании Tesla называется Tesla Powerwall.